# سیریل آکونو
سیریل آکونو (انگلیسی: Cyrill Akono؛ زادهٔ ۲۹ فوریهٔ ۲۰۰۰) بازیکن فوتبال اهل آلمان است.